# Skalník mnohokvětý
Skalník mnohokvětý (Cotoneaster multiflorus) je opadavý keř z čeledi růžovitých. Pochází z mírného klimatického pásu Asie, v mnoha zemích včetně ČR se pěstuje jako okrasná dřevina a místy zplaňuje do volné přírody.

## Popis

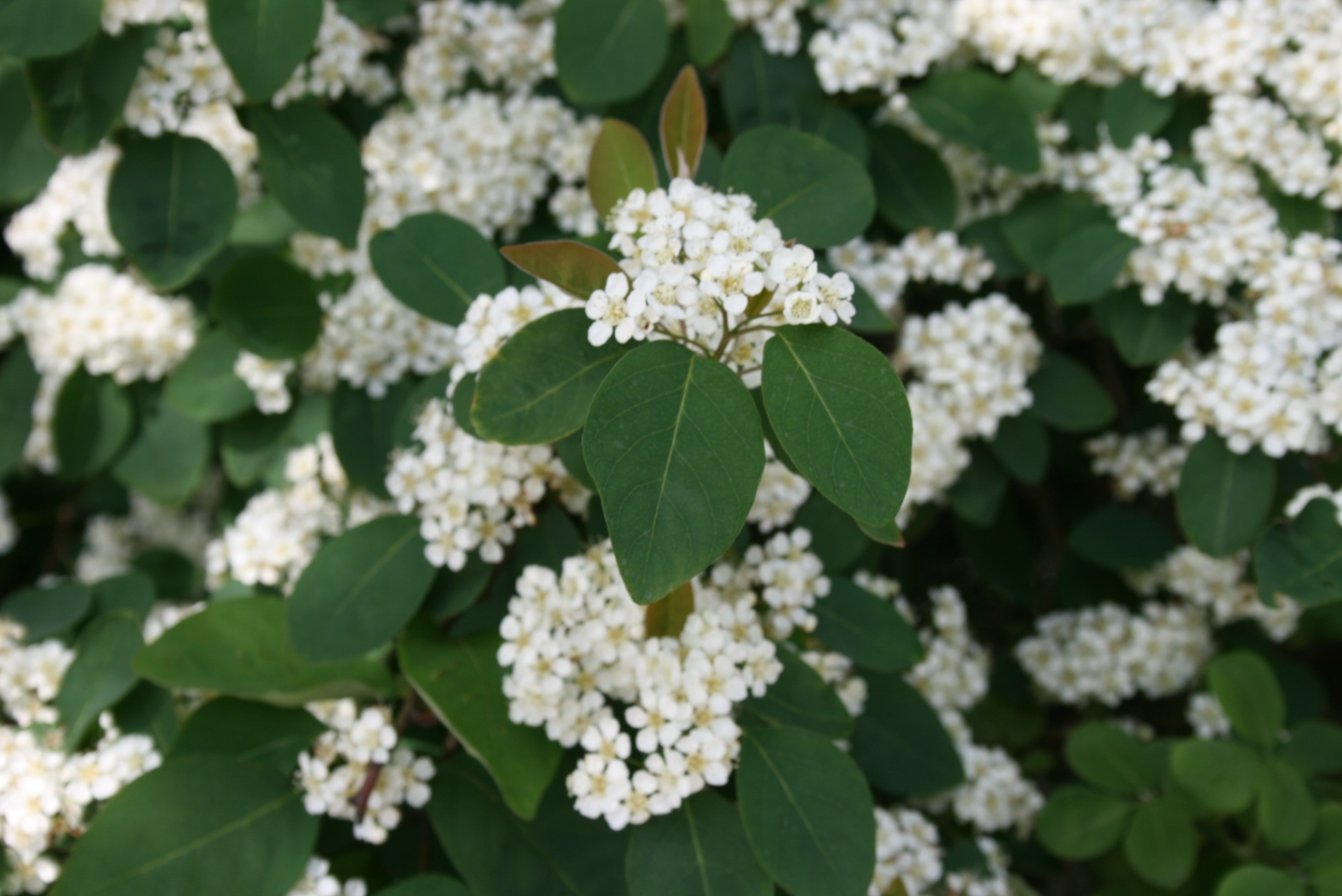
Kvetoucí skalník mnohokvětý

Je to středně velký, opadavý, poměrně řídce větvený keř, dosahující výšky 2,5–3,5 metru. Zpočátku roste vzpřímeně, posléze se jeho větve rozrůstají obloukovitě do šířky a mírně převisají; na šířku může dospělý keř dorůstat až 4,5 m. Kůra má na mladých větvích hnědočervenou barvu s četnými světlými lenticelami, letorosty jsou zprvu jemně pýřité, posléze olysávající. Listy jsou střídavé, celokrajné, vejčité nebo kopinaté, na bázi zaokrouhlené či klínovité, na vrcholu obvykle s tupou špičkou. Na horní straně jsou tmavě zelené, matné, vespod zpočátku pýřité, potom oboustranně olysalé; na podzim se barví žlutě.
Květy jsou oboupohlavné, pětičetné, s bílými, široce rozevřenými korunními plátky, nápadné, až 1 cm velké, v chudých 3–12četných chocholících. Kvetou v květnu až červnu a nepříjemně páchnou, podobně jako např. květy hlohu. Plody jsou téměř kulovité, vejčité či hruškovité, zhruba 6–9 mm velké, matné, tmavě červené malvičky, obsahující jedno či častěji dvě semena.

## Ekologie a rozšíření
Druh pochází z mírných klimatických oblastí Asie, vyskytuje se v širokém pásu od hor Turecka a Kavkazu přes Altaj, státy Střední Asie po Čínu a Koreu. Varianta granatensis rozšířená v západním Středomoří je nyní považována za samostatný druh Cotoneaster granatensis. Vyrůstá především v keřovém patře smíšených lesů vyšších poloh, v křovinách a houštinách na svazích říčních údolí, podél vodních toků nebo v lesních pláštích. V některých zemích zplaněl i do volné přírody, například v Německu, Maďarsku nebo ve Skandinávii, v Česku byl jako zplanělý nově objeven v Brně.

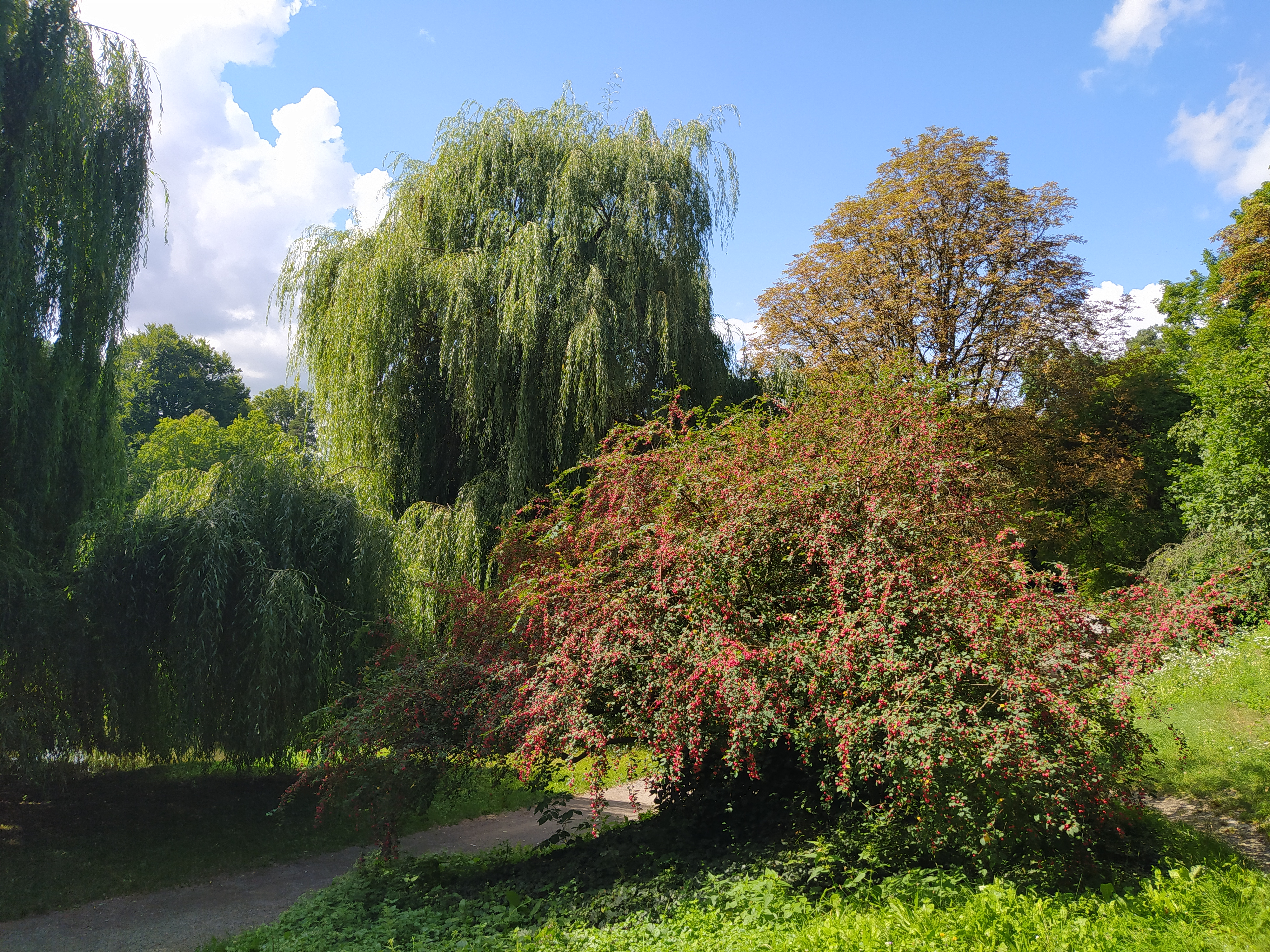
Celkový habitus keře v parkové kompozici

## Okrasné využití
Pokud má tento skalník dostatek místa, může být malebnou solitérou, atraktivní svým habitem, bohatou násadou bílých květů (i přes jejich nepříjemný zápach), červenými plody i podzimním zbarvením listů. Lze jej pěstovat i v menších skupinách, případně ve volně rostoucích vysokých živých plotech. Vyhovuje mu propustná půda a dostatek slunce či polostín, jinak nemá větší nároky. Středoevropské klima snáší zcela bez problémů. Lze jej snadno množit řízky, semena je nutno stratifikovat. Některé variety je pro udržení požadované bohatosti kvetení místo vysévání lépe roubovat.